# 지금은 연애중
《지금은 연애중》은 SBS에서 2002년 1월 16일부터 2002년 3월 7일까지 매주 수,목 밤 21시 55분에 방영되었던 드라마인데 이의정 (강수지 역)의 연기력 부족 등으로 기대 이하의 성적에 그쳤다.

## 등장 인물

### 주요 인물
- 채림 : 윤호정 역 (아역 서지희)
- 소지섭 : 최규인 역
- 권상우 : 윤호재 역 - 호정의 남동생
- 최윤영 : 강차희 역
- 이의정 : 강수지 역

### 호정, 규인, 수지, 차희의 가족
- 한진희 : 윤진해 역 - 호정의 아버지
- 김영애 : 열순 역 - 호정의 어머니
- 반효정 : 호정의 외할머니 역
- 김나운 : 최규선 역 - 규인의 누나
- 임현식 : 수지의 아버지 역
- 선우은숙 : 민 여사 역 - 수지의 어머니
- 김청 : 차희의 어머니 역
- 신귀식 : 차희의 새아버지 역

### 호정과 만난 남자
- 성시경 : 한재영 역 (특별출연)
- 김정현 : 현민 역 (특별출연)
- 최준용 : 나진성 역 (특별출연)
- 박철 : 하정훈 역 (특별출연)
- 이재황 : 오건우 역 - 호정의 초등학교 동창이자 첫사랑

### 그외 인물
- 이승형 : 차희와 공항에서 만난 맞선남 역
- 도기석 : 호정과 포장마차에서 만난 우동집 아들 역
- 김태영 : 호정과 놀이공원에서 만난 부장 역
- 최용민 : 호정과 지하철역에서 만난 노숙자 역
- 이효정 : 호정과 스튜디오에서 만난 사진사 역
- 김성훈 : 나이트에서 만난 호재의 친구 역
- 최성준 : 수지의 맞선남이자 치과 원장 권찬성 역
- 김형범 : 광고회사 직원 역
- 고미영 : 광고회사 직원 역
- 김승민 : 호재와 모델학원에서 만난 문식 역
- 김지우 : 호재와 모델학원에서 만난 미현 역
- 손종범 : 호재와 만난 취객 역
- 박영지 : 건우의 아버지 역
- 박종설
- 신종훈
- 최지우(특별출연)
- 김용선
- 이진아
- 김선화
- 김희정
- 조선주
- 조종욱
- 백성일
- 김철수
- 이경원
- 박정아
- 성창훈
- 김영철
- 권오영
- 백승욱
- 이동훈
- 원숙희

## 결방과 2회 연속 방영
- 2002년 2월 13일 - 9시 10분부터 설 특선영화 매트릭스 편성으로[2] 결방
- 2002년 2월 14일 - 9~10회 연속

## 수상
- 2002년 SBS 연기대상 뉴스타상 권상우